# Walter Busse
Walter Alejandro Busse (General Güemes, provincia de Salta, 3 de marzo de 1987) es un futbolista argentino. Juega de mediocampista en Gimnasia y Tiro de Salta de la Primera Nacional.

## Trayectoria
A mediados del 2008 llega al Atlético Minero de Matucana.
Jugando en Independiente, el 13 de marzo de 2010, cuando el equipo de Avellaneda se enfrentaba de visita a Chacarita en el Estadio Diego Armando Maradona, sufrió un choque contra Emanuel Centurion que le produjo una rotura de tibia y peroné. Con Independiente ganó la Copa Sudamericana 2010.
En enero del 2016 es fue refuerzo del Sarmiento (J) de la Primera División de Argentina. 
En julio de 2019 volvió a Jujuy y al club que lo vio nacer deportivamente, el día 3 de julio fue presentado junto al nuevo plantel de Gimnasia y Esgrima (J) para disputar la próxima temporada del torneo de Primera B Nacional.

## Estadísticas
Actualizado al 28 de octubre de 2024

| Gimnasia y Esgrima (J) Argentina | 1.ª                             | 2006-07                         | 2   | 0  | 0  | 0 | — | — | 2   | 0  | 0    |
| Gimnasia y Esgrima (J) Argentina | Total                           | Total                           | 2   | 0  | 0  | 0 | 0 | 0 | 2   | 0  | 0    |
| Juventud Antoniana Argentina | 3.ª                             | 2007                            | 29  | 2  | —  | — | — | — | 29  | 2  | 0.07 |
| Juventud Antoniana Argentina | Total                           | Total                           | 29  | 2  | 0  | 0 | 0 | 0 | 29  | 2  | 0.07 |
| Club Atlético Minero · Perú | 1.ª                             | 2008                            | 21  | 1  | 0  | 0 | — | — | 21  | 1  | 0.05 |
| Club Atlético Minero · Perú | Total                           | Total                           | 21  | 1  | 0  | 0 | 0 | 0 | 21  | 1  | 0.05 |
| Gimnasia y Esgrima (J) Argentina | 1.ª                             | 2008-09                         | 26  | 2  | 0  | 0 | — | — | 26  | 2  | 0.08 |
| Gimnasia y Esgrima (J) Argentina | Total                           | Total                           | 26  | 2  | 0  | 0 | 0 | 0 | 26  | 2  | 0.08 |
| Independiente Argentina | 1.ª                             | 2009-10                         | 25  | 0  | 0  | 0 | 0 | 0 | 25  | 0  | 0    |
| Independiente Argentina | 1.ª                             | 2010-11                         | 3   | 0  | 0  | 0 | 0 | 0 | 3   | 0  | 0    |
| Independiente Argentina | 1.ª                             | 2011-12                         | 10  | 0  | 2  | 0 | 1 | 0 | 13  | 0  | 0    |
| Independiente Argentina | Total                           | Total                           | 38  | 0  | 2  | 0 | 1 | 0 | 41  | 0  | 0    |
| Huracán Argentina | 2.ª                             | 2012-13                         | 32  | 2  | 2  | 0 | — | — | 32  | 2  | 0.06 |
| Huracán Argentina | Total                           | Total                           | 32  | 2  | 2  | 0 | 0 | 0 | 34  | 2  | 0.06 |
| Defensa y Justicia Argentina | 2.ª                             | 2013-14                         | 28  | 1  | 1  | 0 | — | — | 29  | 1  | 0.03 |
| Defensa y Justicia Argentina | Total                           | Total                           | 28  | 1  | 1  | 0 | 0 | 0 | 29  | 1  | 0.03 |
| Manta Fútbol Club · Ecuador | 1.ª                             | 2014                            | 20  | 1  | 0  | 0 | — | — | 20  | 1  | 0.05 |
| Manta Fútbol Club · Ecuador | Total                           | Total                           | 20  | 1  | 0  | 0 | 0 | 0 | 20  | 1  | 0.05 |
| Defensa y Justicia Argentina | 1.ª                             | 2015                            | 19  | 2  | 3  | 0 | — | — | 22  | 2  | 0.09 |
| Defensa y Justicia Argentina | Total                           | Total                           | 19  | 2  | 3  | 0 | 0 | 0 | 22  | 2  | 0.09 |
| Total en Defensa y Justicia | Total en Defensa y Justicia     | Total en Defensa y Justicia     | 47  | 3  | 4  | 0 | 0 | 0 | 51  | 3  | 0.06 |
| Sarmiento (J) Argentina | 1.ª                             | 2016                            | 16  | 1  | 1  | 0 | — | — | 17  | 1  | 0.06 |
| Sarmiento (J) Argentina | 1.ª                             | 2016-17                         | 27  | 0  | 1  | 0 | — | — | 28  | 0  | 0    |
| Sarmiento (J) Argentina | Total                           | Total                           | 43  | 1  | 2  | 0 | 0 | 0 | 45  | 1  | 0.02 |
| San Martín (T) Argentina | 2.ª                             | 2017-18                         | 24  | 1  | 0  | 0 | — | — | 24  | 1  | 0.04 |
| San Martín (T) Argentina | Total                           | Total                           | 24  | 1  | 0  | 0 | 0 | 0 | 24  | 1  | 0.04 |
| Ferro Argentina | 2.ª                             | 2018-19                         | 18  | 1  | 0  | 0 | — | — | 18  | 1  | 0.06 |
| Ferro Argentina | Total                           | Total                           | 18  | 1  | 0  | 0 | 0 | 0 | 18  | 1  | 0.06 |
| Gimnasia y Esgrima (J) Argentina | 2.ª                             | 2019-20                         | 9   | 0  | 0  | 0 | — | — | 9   | 0  | 0    |
| Gimnasia y Esgrima (J) Argentina | Total                           | Total                           | 9   | 0  | 0  | 0 | 0 | 0 | 9   | 0  | 0    |
| Total en Gimnasia y Esgrima (J) | Total en Gimnasia y Esgrima (J) | Total en Gimnasia y Esgrima (J) | 37  | 2  | 0  | 0 | — | — | 37  | 2  | 0.05 |
| Ferro Argentina | 2.ª                             | 2019-20                         | 6   | 0  | 0  | 0 | — | — | 6   | 0  | 0    |
| Ferro Argentina | 2.ª                             | 2020                            | 5   | 0  | 0  | 0 | — | — | 5   | 0  | 0    |
| Ferro Argentina | Total                           | Total                           | 11  | 0  | 0  | 0 | 0 | 0 | 11  | 0  | 0    |
| Total en Ferro | Total en Ferro                  | Total en Ferro                  | 29  | 1  | 0  | 0 | — | — | 29  | 1  | 0.03 |
| Gimnasia y Tiro (S) Argentina | 3.ª                             | 2021                            | 30  | 7  | 1  | 0 | — | — | 31  | 7  | 0.23 |
| Gimnasia y Tiro (S) Argentina | 3.ª                             | 2022                            | 31  | 3  | 1  | 0 | — | — | 32  | 3  | 0.09 |
| Gimnasia y Tiro (S) Argentina | 3.ª                             | 2023                            | 31  | 6  | 1  | 0 | — | — | 32  | 6  | 0.19 |
| Gimnasia y Tiro (S) Argentina | 2.ª                             | 2024                            | 32  | 2  | 1  | 1 | — | — | 33  | 3  | 0.09 |
| Gimnasia y Tiro (S) Argentina | Total                           | Total                           | 124 | 18 | 4  | 1 | 0 | 0 | 128 | 19 | 0.15 |
| Total carrera | Total carrera                   | Total carrera                   | 444 | 32 | 14 | 1 | 1 | 0 | 459 | 33 | 0.07 |
| (1) La copa nacional se refiere a la Copa Argentina y Supercopa Argentina . (2) La copa internacional se refiere a la Copa Sudamericana, Recopa Sudamericana, Copa Libertadores y Copa Suruga Bank. |                                 |                                 |     |    |    |   |   |   |     |    |      |

## Palmarés

### Torneos nacionales
| Título           | Club            | País      | Año  |
| ---------------- | --------------- | --------- | ---- |
| Torneo Federal A | Gimnasia y Tiro | Argentina | 2023 |

### Torneos internacionales
| Título            | Club          | Sede       | Año  |
| ----------------- | ------------- | ---------- | ---- |
| Copa Sudamericana | Independiente | Avellaneda | 2010 |

## Curiosidad
Mientras se encontraba de vacaciones en Jujuy grabó el tema Volar Sin Alas con el grupo Bandy2.